# Riserva Forestale dell'Onsernone
La Riserva forestale dell'Onsernone è situata nel Canton Ticino, in Svizzera, sul versante destro dell'alta Valle Onsernone. Si estende per 789 ettari, tra i 640 e i 1760 metri di quota con esposizione prevalentemente nord. Si situa di fronte ai villaggi di Crana, Comologno e Spruga, nel territorio comunale di Onsernone a ridosso del confine tra Svizzera e Italia.

## Caratteristiche naturali
La Riserva presenta un paesaggio vario e morfologicamente complesso, con pendii ripidi, formazioni rocciose, valloni profondi e piccoli terrazzamenti. Nella parte alta si apre sulla conca del Pizzo Ruscada, mentre più in basso il territorio si restringe nelle gole dell’Isorno.
La Riserva forestale dell’Onsernone è classificata come riserva integrale, in cui sono vietati il taglio e la raccolta di legname, nonché qualsiasi intervento che possa alterarne l’evoluzione spontanea. Questo tipo di gestione consente alla foresta di svilupparsi liberamente, favorendo la presenza di alberi di grandi dimensioni, legno morto e una ricca biodiversità.
Le principali formazioni forestali comprendono abetine, faggete, lariceti e boschi misti di latifoglie. L'abete bianco rappresenta una componente di particolare rilevanza: secondo le stime, è presente nella regione da circa 8000 anni, con un patrimonio genetico considerato originario, grazie alla scarsa influenza antropica dopo l’ultima glaciazione. Per questo motivo, la Riserva è riconosciuta anche come riserva genetica. La Riserva offre immagini che ricordano la foresta primaria.

## Gestione e istituzione

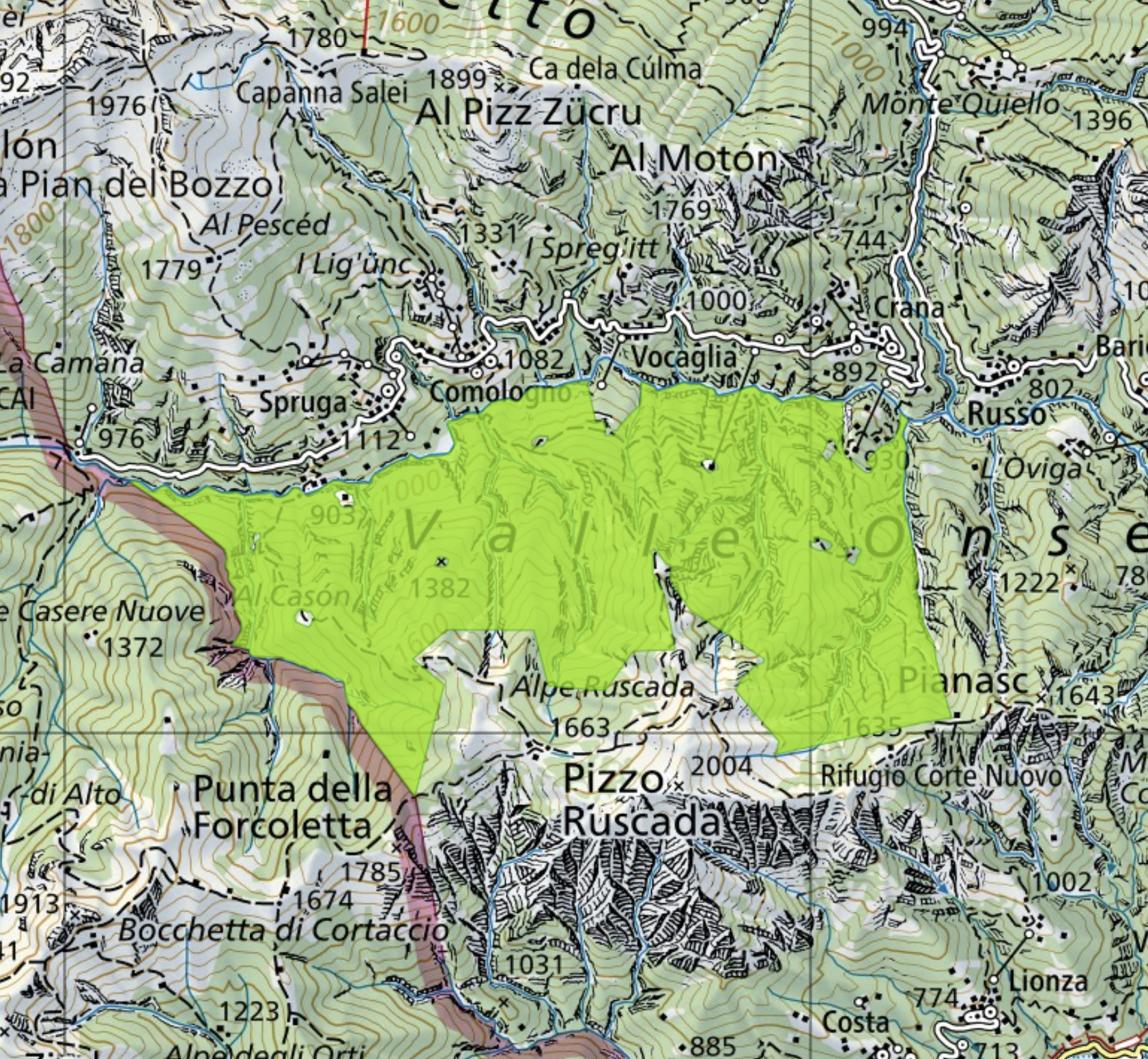
Superficie della Riserva forestale dell'Onsernone

La Riserva è stata istituita nel 2002 attraverso una convenzione che il Comune di Onsernone ha stipulato con il Cantone Ticino, della durata di 50 anni, rinnovabile. Il Comune di Onsernone è responsabile della gestione, mentre la proprietà dei terreni è condivisa tra il Comune stesso, il Patriziato Generale d’Onsernone e vari proprietari privati. La riserva è riconosciuta anche dalla Confederazione Svizzera.

## Accesso e sentieristica
L’area è aperta al pubblico ed è dotata di una rete di circa 10 km di sentieri escursionistici. Sono presenti due percorsi circolari, uno percorribile in circa 3 ore e l’altro in circa 6 ore. È raccomandato restare sui sentieri segnalati, specialmente in caso di piogge intense o durante il periodo invernale, quando l’accesso è sconsigliato o vietato.
I visitatori sono invitati a rispettare alcune regole: tenere i cani al guinzaglio, non accendere fuochi, non raccogliere fiori o funghi, e non disturbare la fauna. È consigliata la guida I sentieri della Riserva forestale dell’Onsernone, disponibile presso il Comune di Onsernone o scaricabile online sul sito della riserva.
La riserva è raggiungibile con i mezzi pubblici a partire da Locarno.

## Informazione e centri visita
Un Centro di accoglienza è situato presso la Casa comunale di Comologno, realizzato in collaborazione con Pro Natura Ticino. Il centro fornisce materiale informativo, immagini e registrazioni audio sul canto degli uccelli presenti nella zona. È aperto tutti i giorni. Un ulteriore punto informativo si trova all’interno della riserva, in località Pianone.

## Punti di interesse nelle vicinanze
Oltre alla riserva, la Valle Onsernone offre numerosi spunti culturali. Il villaggio di Comologno ospita palazzi storici legati all’emigrazione e al mondo artistico del Novecento, tra cui il Palazzo La Barca, che durante la seconda guerra mondiale accolse intellettuali come Ignazio Silone (gli interni non sono visitabili). È presente anche lo storico Palazzo Gamboni, oggi albergo.
Nelle vicinanze di Spruga, in prossimità del confine di Stato, si trovano i Bagni di Craveggia, dove sgorga una sorgente termale con acqua a circa 29 °C, raccolta in una vasca di pietra accessibile al pubblico.